# 羅伊克-納沃洛克斯科耶湖
63°1′42″N 32°9′44″E / 63.02833°N 32.16222°E
羅伊克-納沃洛克斯科耶湖（俄语：Ройкнаволоцкое），是俄羅斯的湖泊，位於該國西北部，由卡累利阿共和國負責管轄，面積25.1平方公里，海拔高度164米，湖岸線長度44.6公里，集水區面積1,510平方公里，平均水深2.5米，最大水深21米。